# Église Saint-François-de-Paule de Lisbonne
Pour les articles homonymes, voir Église Saint-François-de-Paule.
L'église Saint-François-de-Paule (vocable en portugais : São Francisco de Paula), également appelée couvent, est située dans la paroisse d'Estrela à Lisbonne. Cette église est classée Immeuble d'intérêt public depuis le 17 novembre 1977.

## Quelques photos

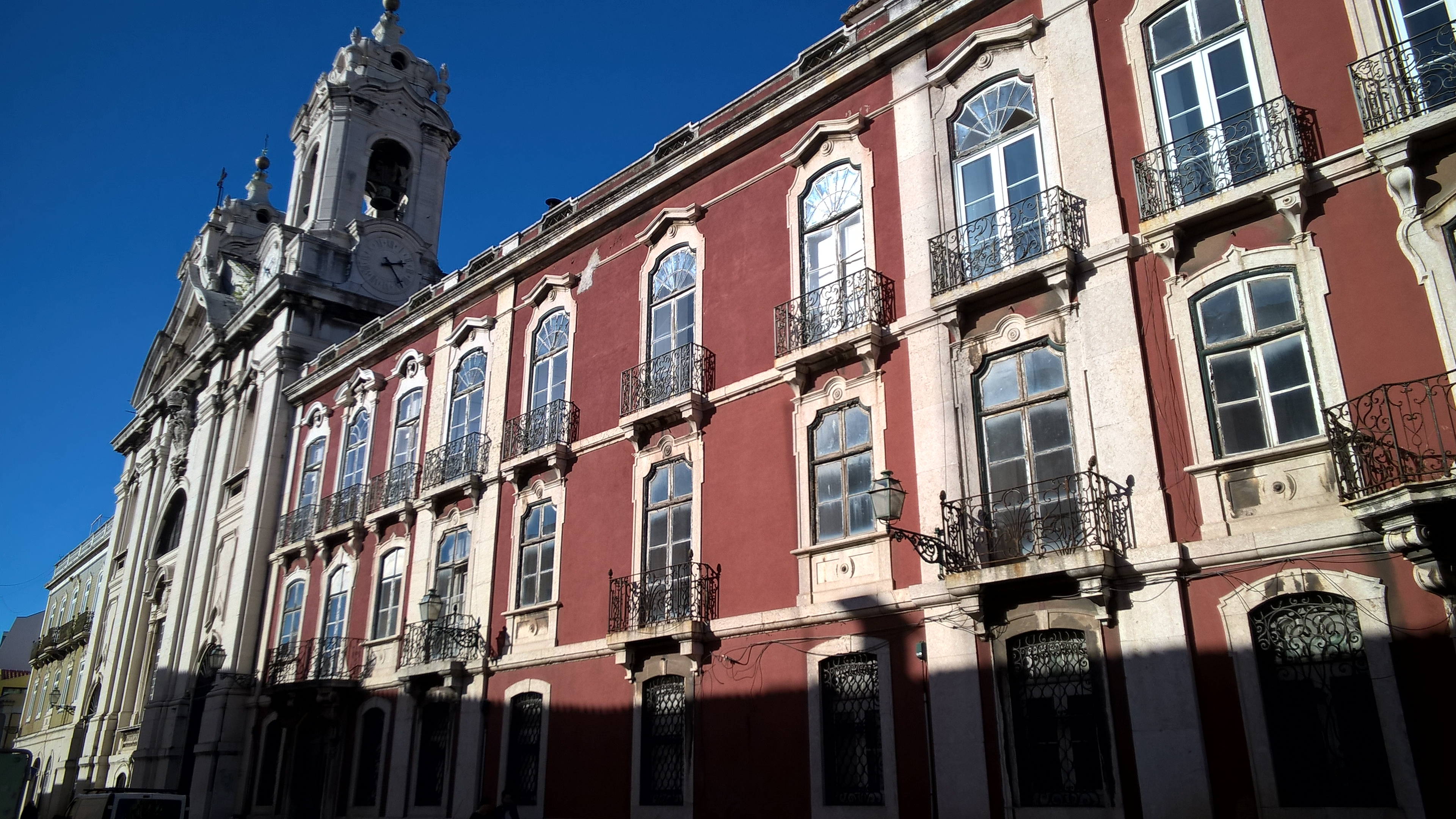
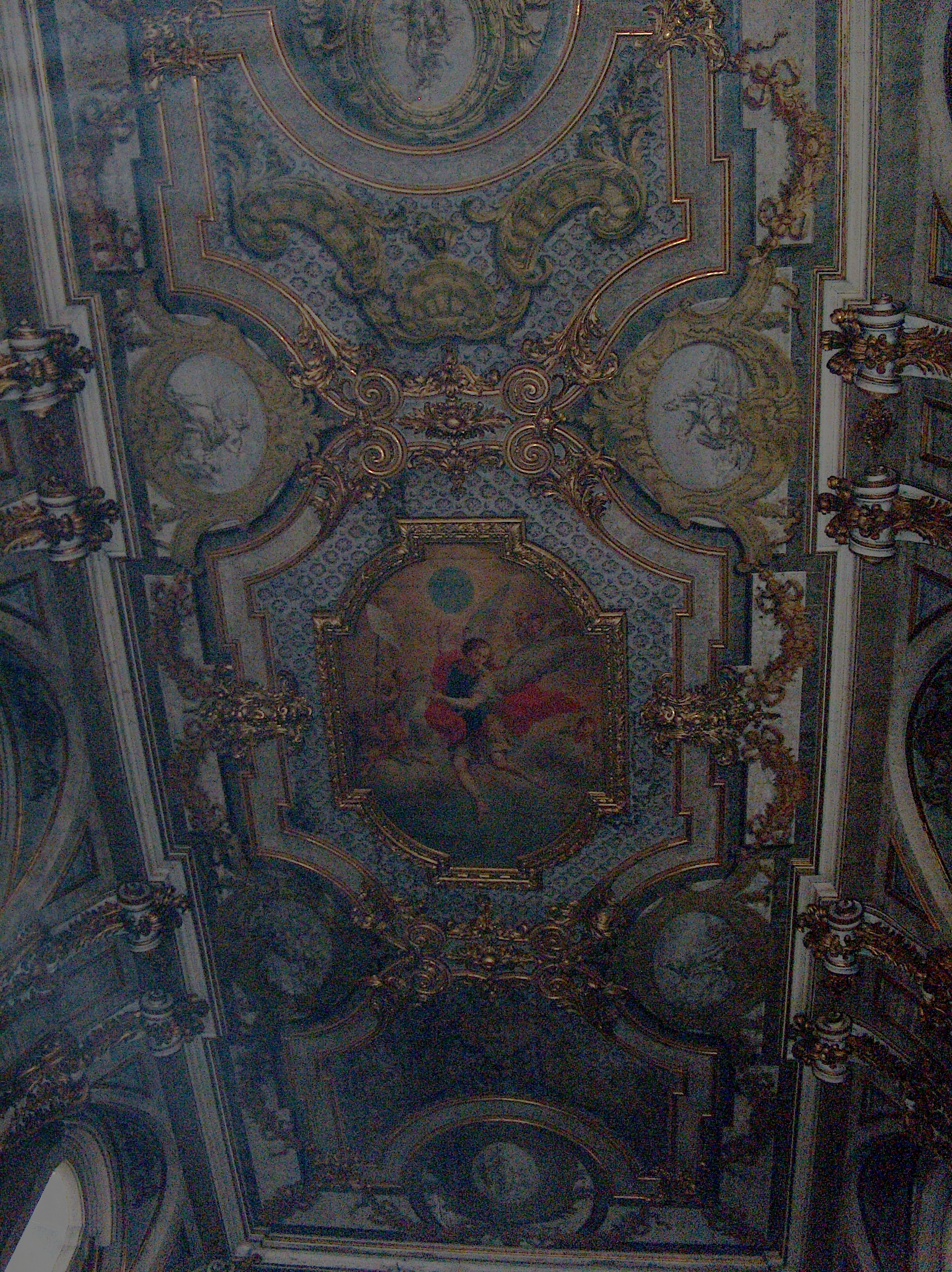
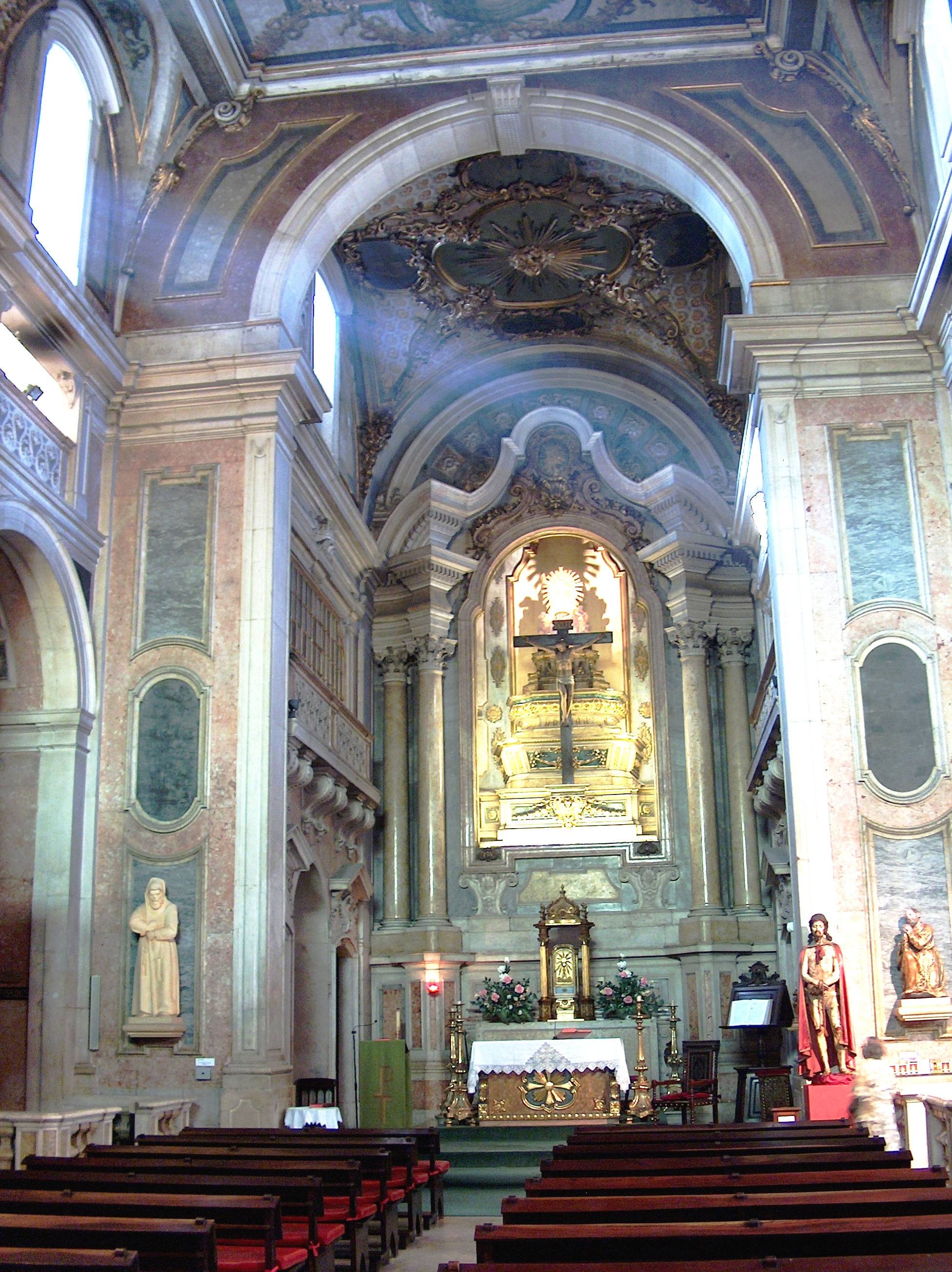

## Historique
L'église est construite sur un ermitage à partir de 1719. L'objectif pour l'Ordre des Minimes est de constituer un lieu de culte pour leur hospice. Par la suite, elle est convertie en couvent régulier[précision nécessaire]. Elle subit des modifications aux frais de Marie-Anne-Victoire de Bourbon, épouse du roi Joseph Ier du Portugal, avec des travaux commencés en 1743, achevés en avril 1765 et inaugurés le 4 mai de la même année.
Cette église est classée Immeuble d'intérêt public depuis le 17 novembre 1977

## Description
La façade de l'église baroque comporte deux clochers et l'intérieur contient des œuvres de Vieira Lusitano. Le plafond de la nef est entièrement couvert de peintures. Dans la décoration de l'intérieur de l'église, divers marbres et sculptures dorées ont été utilisés.
À l'intérieur, le tombeau de la reine susmentionnée Marie-Anne-Victoire de Bourbon doit également être mis en évidence. Cette tombe, œuvre de Machado de Castro, est classée Monument National.

## Paroisse
L'église Saint-François-de-Paule de Lisbonne, également appelée couvent, est située dans la paroisse d'Estrela à Lisbonne.

### Source de traduction
- (pt) Cet article est partiellement ou en totalité issu de l’article de Wikipédia en portugais intitulé « Igreja de São Francisco de Paula (Lisboa) » (voir la liste des auteurs).

### Source à exploiter
- Ficha na base de dados SIPA